# USS Steelhead (SS-280)
USS Steelhead (SS-280) là một tàu ngầm lớp Gato từng phục vụ cùng Hải quân Hoa Kỳ trong Chiến tranh Thế giới thứ hai. Nó là chiếc tàu chiến duy nhất của Hải quân Hoa Kỳ được đặt cái tên này, theo tên loài cá hồi vân. Nó đã phục vụ trong suốt Thế chiến II, thực hiện tổng cộng sáu chuyến tuần tra, đánh chìm ba tàu Nhật Bản với tổng tải trọng 22.159 tấn. Được cho ngừng hoạt động sau khi xung đột chấm dứt vào năm 1946, nó tiếp tục phục vụ như một tàu huấn luyện trong thành phần dự bị cho đến khi bị bán để tháo dỡ vào năm 1960. Steelhead được tặng thưởng sáu Ngôi sao Chiến trận do thành tích phục vụ trong Thế Chiến II.

## Thiết kế và chế tạo
Lớp tàu ngầm Gato được thiết kế cho mục đích một tàu ngầm hạm đội nhằm có tốc độ trên mặt nước cao, tầm hoạt động xa và vũ khí mạnh để tháp tùng hạm đội chiến trận. Con tàu dài 311 ft 9 in (95,02 m) và có trọng lượng choán nước 1.525 tấn Anh (1.549 t) khi nổi và 2.424 tấn Anh (2.463 t) khi lặn. Chúng trang bị động cơ diesel dẫn động máy phát điện để cung cấp điện năng cho bốn động cơ điện, đạt được công suất 5.400 shp (4.000 kW) khi nổi và 2.740 shp (2.040 kW) khi lặn, cho phép đạt tốc độ tối đa 21 hải lý trên giờ (39 km/h) và 9 hải lý trên giờ (17 km/h) tương ứng. Tầm xa hoạt động là 11.000 hải lý (20.000 km) khi đi trên mặt nước ở tốc độ 10 hải lý trên giờ (19 km/h) và có thể hoạt động kéo dài đến 75 ngày và lặn được sâu tối đa 300 ft (90 m).
Lớp tàu ngầm Gato được trang bị mười ống phóng ngư lôi 21 in (530 mm), gồm sáu ống trước mũi và bốn ống phía phía đuôi tàu, chúng mang theo tối đa 24 quả ngư lôi. Vũ khí trên boong tàu gồm một hải pháo 3 inch/50 caliber, và thường được tăng cường một khẩu pháo phòng không Bofors 40 mm nòng đơn và một khẩu đội Oerlikon 20 mm nòng đôi, kèm theo súng máy .50 caliber và .30 caliber. Tiện nghi cho thủy thủ đoàn bao gồm điều hòa không khí, thực phẩm trữ lạnh, máy lọc nước, máy giặt và giường ngủ cho hầu hết mọi người, giúp họ chịu đựng cái nóng nhiệt đới tại Thái Bình Dương cùng những chuyến tuần tra kéo dài đến hai tháng rưỡi.
Steelhead được đặt lườn tại Xưởng hải quân Portsmouth ở  Kittery, Maine vào ngày 1 tháng 6, 1942. Nó được hạ thủy vào ngày 11 tháng 9, 1942, được đỡ đầu bởi bà Marguerite Brown, và được cho nhập biên chế cùng Hải quân Hoa Kỳ vào ngày 7 tháng 12, 1942 dưới quyền chỉ huy của Hạm trưởng, Trung tá Hải quân David Lee Whelchel.

## Lịch sử hoạt động

### 1943
Sau khi hoàn tất việc chạy thử máy huấn luyện tại các vùng biển ngoài khơi New London, Connecticut và Long Island trong tháng 12, 1942 và tháng 1, 1943, Steelhead chuẩn bị để được điều động sang khu vực Mặt trận Thái Bình Dương. Nó khởi hành từ Căn cứ Tàu ngầm Hải quân New London vào tháng 2, băng qua kênh đào Panama và đi đến Trân Châu Cảng vào ngày 8 tháng 4, nơi con tàu tiếp tục được huấn luyện.

#### Chuyến tuần tra thứ nhất
Trong chuyến tuần tra đầu tiên, Steelhead xuất phát từ Trân Châu Cảng và ghé đến Midway để được tiếp thêm nhiên liệu vào ngày 25 tháng 4 trước khi hướng đến vùng biển phía Bắc các đảo chính quốc Nhật Bản. Nó đã rải 12 quả thủy lôi ngoài khơi mũi Erimo, Hokkaidō, rồi bắn phá một nhà máy thép gần Muroran, Hokkaidō. Con tàu chưa phóng quả ngư lôi nào khi quay trở về Midway vào đầu tháng 6.

#### Chuyến tuần tra thứ hai
Trong chuyến tuần tra thứ hai từ ngày 30 tháng 6 đến ngày 6 tháng 8, Steelhead phóng mười quả ngư lôi tấn công một lực lượng đặc nhiệm đối phương vào ngày 10 tháng 7, ghi nhận được những tiếng nổ nhưng không thể xác nhận kết quả. Sau khi được tái trang bị tại Trân Châu Cảng, nó lên đường để tiếp tục chuyến tuần tra vào ngày 13 tháng 9, hướng đến khu vực quần đảo Gilbert để hoạt động tìm kiếm và giải cứu phục vụ cho chiến dịch không kích của máy bay Không lực Lục quân xuống đảo Tarawa. Chiếc tàu ngầm ghé đến đảo Johnston để tiếp liệu, rồi lên đường vào ngày 25 tháng 9 để tiếp tục tuần tra tại quần đảo Palau. Vào ngày 6 tháng 10, nó phóng ngư lôi gây hư hại cho chiếc tàu chở dầu Kazalhaya, mà sau đó bị tàu ngầm chị em Tinosa (SS-283) kết liễu cùng ngày hôm đó. Trông thấy một đoàn tàu vận tải khác nhưng đã tiêu phí hết số ngư lôi mang theo, nó thông báo đến các tàu ngầm bạn trong khu vực trước khi quay về căn cứ.

### 1944

#### Chuyến tuần tra thứ ba và thứ tư
Trong chuyến tuần tra thứ ba từ cuối tháng 12,  1943 đến đầu tháng 3, 1944 tại khu vực eo biển Bungo, vào ngày 10 tháng 1, Steelhead đã phóng ngư lôi đánh chìm chiếc Yamabiko Maru (6.795 tấn), một tàu trục vớt cải biến. Trong chuyến tuần tra tiếp theo ngoài khơi Đài Loan từ đầu tháng 4 đến ngày 23 tháng 5, nó không tìm thấy mục tiêu nào phù hợp, nhưng đã đánh chìm một tàu đánh cá bằng hải pháo.

#### Chuyến tuần tra thứ năm
Cùng với các tàu ngầm Hammerhead (SS-364) và Parche (SS-384), Steelhead khởi hành từ Midway vào ngày 17 tháng 6 cho chuyến tuần tra thứ năm tại khu vực phía Nam Đài Loan. Vào ngày 31 tháng 7, nó tấn công một đoàn tàu buôn, đánh chìm được tàu chở hàng Dakar Maru (7.169 tấn) và tàu vận chuyển Fuso Maru (8.195 tấn), đồng thời gây hư hại cho một chiếc khác; tàu ngầm Parche cũng đã đánh chìm được hai tàu buôn thuộc đoàn tàu này.
Sau khi quay trở về Trân Châu Cảng vào ngày 16 tháng 8, Steelhead được lệnh tiếp tục quay về vùng bờ Tây để được đại tu. Đang khi sửa chữa trong ụ tàu, chiếc tàu ngầm mắc tai nạn hỏa hoạn vào ngày 1 tháng 10, nên buộc phải thay một tháp chỉ huy mới. Nó hoàn tất việc sửa chữa và rời San Francisco, California vào ngày 16 tháng 4,  1945 để quay trở lại Trân Châu Cảng.

### 1945

#### Chuyến tuần tra thứ sáu
Bắt đầu chuyến tuần tra thứ sáu, cũng là chuyến cuối cùng trong chiến tranh, từ ngày 13 tháng 5, Steelhead làm nhiệm vụ tìm kiếm và giải cứu phục vụ cho các chiến dịch không kích tại khu vực quần đảo Caroline, và sau đó tại vùng biển ngoài khơi vịnh Tokyo. Nó chỉ đánh chìm được hai tàu đánh cá bằng hải pháo, rồi kết thúc chuyến tuần tra khi quay trở về Midway vào ngày 5 tháng 8. Nó đang được tiếp liệu khi Nhật Bản chấp nhận đầu hàng vào ngày 15 tháng 8, giúp chấm dứt vĩnh viễn cuộc xung đột. Con tàu lên đường mười ngày sau đó để quay trở về vùng bờ Tây. Về đến San Francisco vào ngày 5 tháng 9, nó phục vụ vào việc huấn luyện cho Trường Sonar Hạm đội tại San Diego, California cho đến ngày 2 tháng 1, 1946. Nó lên đường đi Trân Châu Cảng và hoạt động tại đây cho đến tháng 3, khi nó quay trở về San Francisco để chuẩn bị ngừng hoạt động.
Steelhead được cho xuất biên chế vào ngày 29 tháng 6, 1946, và được đưa về Hạm đội Dự bị Thái Bình Dương. Chiếc tàu ngầm được huy động trở lại vào tháng 5, 1947 để hoạt động ngoài biên chế như một tàu huấn luyện dành cho thành phần dự bị. Tên nó được cho rút khỏi danh sách Đăng bạ Hải quân vào ngày 1 tháng 4, 1960, và con tàu bị bán để tháo dỡ vào ngày 21 tháng 12, 1960.

## Phần thưởng
Steelhead được tặng thưởng sáu Ngôi sao Chiến trận do thành tích phục vụ trong Thế Chiến II. Nó được ghi công đã đánh chìm ba tàu Nhật Bản với tổng tải trọng 22.159 tấn.
|  |                           |  |
|  | Silver star · Bronze star |  |

| Dãi băng Hoạt động Tác chiến  |                                                                         |                                      |
| Huân chương Chiến dịch Hoa Kỳ | Huân chương Chiến dịch Châu Á-Thái Bình Dương với 6 Ngôi sao Chiến trận | Huân chương Chiến thắng Thế Chiến II |